# Anthidium cingulatum
Anthidium cingulatum là một loài Hymenoptera trong họ Megachilidae. Loài này được Latreille mô tả khoa học năm 1809.